# Галка (приток Лысогора)
Галка (укр. Галка) — левый приток реки Лысогор, протекающий по Прилукскому (Черниговская область) и Роменскому (Сумская область) районам Украины.

## География
Длина — 22 или 21 км. Площадь водосборного бассейна — 176 км².
Река берёт начало в Роменском районе в балке Галка, что юго-восточнее села Скибовщина (Прилукский район). Река течёт в верхнем течении на юг, затем — северо-запад. Впадает в реку Лысогор (на 46-м км от её устья) в селе Грициевка (Прилукский район).
Русло слабоизвилистое. Местами русло пересыхает, из-за созданного каскада прудов. На реке создано несколько прудов.
Пойма занята чередующимися лесами и заболоченными участками, балка Галка — частично лесополосами.

## Притоки
Лозовая (Лезовая) (правый) и множество безымянных ручьёв.

## Населённые пункты
Населённые пункты на реке (от истока к устью):
Прилукский район
1. Карпиловка
2. Харитоновка
3. Грициевка